# ラストプレゼント (2003年のテレビドラマ)
『ラストプレゼント』は、2003年12月21日21時5分～22時3分にNHKBSハイビジョンで、12月24日19時30分～20時28分にNHK地上波で放送したテレビドラマ。安倍なつみ、石川梨華（いずれも当時モーニング娘。）のダブル主演である。

## 内容
交通事故で突然死んでしまった彼（大塚吉郎）。残されていた「キョウコへ」と書かれていた1本のビデオテープ。当然自分に当てたメッセージだと思ったのだがもう一人の「キョウコ」が現れる。二人のキョウコはともにビデオテープに書かれた「キョウコ」とは自分のことに違いないと思う。二人はそれを確かめるために彼の故郷である北海道の小さな町へ向かう……。

## 登場人物
雨宮京子
キャスト：安倍なつみ
都内の郵便局で働く
安西今日子
キャスト：石川梨華
18歳の天才売れっ子少女漫画家「有栖川カヲル」
大塚吉郎
キャスト：遠藤雅
2人のキョウコの恋人?
大塚卓郎
キャスト：大地泰仁
吉郎の弟
杉倉義男
キャスト：小日向文世
吉郎の父（吉郎の母とは離婚）
- 赤岩一郎：伊崎充則
- 山下定男：嶋田久作
- すみれ：宮村優子
- 堀内：おかやまはじめ
- 主任：祖父江進

## 主題歌など
- 主題歌：「GOOD BYE HELLO!」（安倍なつみ・石川梨華、フルバージョンが2004年12月22日発売の「プッチベスト5」M12に収録されている）
- 劇中歌：「Engaged Night」「うらないみかん」（BANANA）

## スタッフ
- 脚本：大森美香
- 音楽：BANANA
- 演出：中島由貴
- 制作統括：加賀田透
- 撮影協力：北海道ニセコ町、北海道蘭越町